# Pentose
Les pentoses sont des oses (monosaccharides) qui comportent 5 atomes de carbone. Ils ont en général la même formule brute C5H10O5 mais pas toujours : le désoxyribose (pentose car il possède bien 5 carbones) par exemple a la formule C5H10O4.
Ils possèdent tous un groupement carbonyle:
- soit une fonction aldéhyde en position 1 (aldopentoses) ;
- soit une fonction cétone en position 2 (principalement), 3, ou 4 (cétopentoses).

## Aldopentoses
Les aldopentoses ont 3 centres de chiralité ("atomes de carbone asymétriques"); il y a donc 4 paires d'énantiomères, diastéréoisomères entre elles, possibles.

### Structure des aldopentoses (projection de Fischer)

D et L ribose
D et L arabinose
D et L xylose
D et L lyxose

Le D-ribose est un constituant de l'ARN, le désoxyribose est un constituant de l'ADN.

## Cétopentoses
Les cétopentoses ont 2 centres chiraux et donc 2 paires d'énantiomères, diastéréoisomères entre elles possibles: ribulose (ou arabulose) (D et L) et xylulose (ou lyxulose) (D et L).

### Structure des cétopentoses (projection de Fischer)

D et L Ribulose
D et L Xylulose

## Réactivité
Les groupements fonctionnels aldéhyde et cétone de ces glucides réagissent avec les groupements fonctionnels hydroxyle pour former des groupements hémiacétals intramoléculaires ou hémicétals, respectivement. La structure cyclique résultante s'apparente aux furanes, et est appelée furanose. Le cycle s'ouvre et se ferme spontanément, rendant ainsi la rotation possible autour de la liaison entre le groupement carbonyle et l'atome voisin de carbone — fournissant ainsi deux configurations distinctes (α et β). Ce processus s'appelle mutarotation.

## Détection
Les pentoses peuvent être détectés chimiquement par le test de Bial.